# WWE Superstar Shake-up (2018)
El WWE Superstar Shake-up 2018, fue el duodécimo Draft producido por la promoción de lucha libre profesional estadounidense WWE. Fue un evento de dos días, que tuvieron lugar en los episodios del 16 de abril y del 17 de abril de Raw y Smackdown Live, respectivamente. El episodio de Raw del 16 de abril, se realizó en el XL Center de Hartford (estado de Connecticut) y el episodio de Smackdown Live del 17 de abril, se realizó en el Dunkin' Donuts Center de Providence (estado de Rhode Island).

## Antecedentes
El Superstar Shake-up se introdujo en 2017 para reemplazar el Draft tradicional que WWE había hecho por última vez en 2016. En el episodio del 9 de abril de 2018 de Raw, WWE anunció otro Superstar Shake-up para los episodios de Raw y SmackDown del 16 y 17 de abril, respectivamente. En lugar de un Draft tradicional, los comisionados y gerentes generales de Raw y SmackDown realizaron intercambios y otros tratos tras bastidores entre sus respectivos talentos, que también incluyeron la promoción y reclutamiento de luchadores de la marca NXT. El 10 de abril, Paige, quien se había retirado de la competencia en el ring la noche anterior, fue presentada como la nueva gerente general de SmackDown. Ella reemplazó a Daniel Bryan, quien volvió a ser un luchador de tiempo completo.

## Resultados

### Raw(16 de abril)
- Jeff Hardy derrotó a Jinder Mahal (con Sunil Singh) y ganó el Campeonato de los Estados Unidos.
  - Jeff cubrió a Mahal después de un «Twist of Fate» y un «Swanton Bomb».
  - Este fue el debut de Mahal, anunciando su transferencia a Raw.
- Bayley y Sasha Banks terminaron sin resultado.
  - La lucha terminó sin resultado después de que The Riott Squad atacaran a Bayley y a Banks, anunciando su transferencia a Raw.
- The Authors of Pain (Akam & Rezar) derrotaron a Heath Slater & Rhyno.
  - Akam cubrió a Rhyno después de un «The Last Chapter».
- Matt Hardy & Bray Wyatt derrotaron a The Revival (Dash Wilder & Scott Dawson) y ganaron una oportunidad por el vacante Campeonato en Parejas de Raw en Greatest Royal Rumble.
  - Matt cubrió a Wilder después de un «Twist of Fate».
- Ember Moon derrotó a Mickie James.
  - Moon cubrió a James después de un «Eclipse».
  - Durante la lucha, la Campeona Femenina de Raw Nia Jax, estuvo presente en la mesa de comentaristas.
- Natalya derrotó a Mandy Rose (con Sonya Deville).
  - Natalya forzó a Rose a rendirse con un «Sharpshooter».
  - Después de la lucha, Rose y Deville atacaron a Natalya, pero fueron detenidas por Ronda Rousey.
  - Este fue el debut de Natalya, anunciando su transferencia a Raw.
- Breezango (Tyler Breeze & Fandango) derrotó a Cesaro & Sheamus.
  - Breeze cubrió a Cesaro con un «Roll-up».
- Seth Rollins, Finn Bálor, Bobby Lashley, Braun Strowman & Bobby Roode derrotaron a The Miz, Kevin Owens, Sami Zayn, Bo Dallas & Curtis Axel.
  - Strowman cubrió a The Miz después de un «Running Powerslam».
  - Durante la lucha, Dallas y Axel abandonaron a The Miz.
  - Este fue el debut de Roode, anunciando su transferencia a Raw.

### SmackDown Live(17 de abril)
- El Campeón de la WWE AJ Styles derrotó a Rusev (con Aiden English) por descalificación.
  - Rusev fue descalificado después de que English atacara a Styles.
  - Después de la lucha, Rusev y English atacaron a Styles, pero fueron detenidos por Daniel Bryan.
  - El Campeonato de la WWE de Styles no estuvo en juego.
- El Campeón de los Estados Unidos Jeff Hardy derrotó a Shelton Benjamin.
  - Jeff cubrió a Benjamin después de un «Twist of Fate» y un «Swanton Bomb».
  - Este fue el debut de Jeff, anunciando su transferencia a SmackDown Live.
  - El Campeonato de los Estados Unidos de Jeff no estuvo en juego.
- Harper (con Rowan) derrotó a Jey Uso (con Jimmy Uso).
  - Harper cubrió a Jey después de un «Discus Clothesline».
  - Después de la lucha, The Bludgeon Brothers atacaron a The Usos, pero fueron detenidos por Naomi.
- Samoa Joe derrotó a Sin Cara.
  - Joe forzó a Sin Cara a rendirse con un «Coquina Clutch».
  - Este fue el debut de Joe, anunciando su transferencia a SmackDown Live.
- Charlotte Flair (con Becky Lynch) derrotó a Billie Kay (con Peyton Royce).
  - Flair forzó a rendirse a Kay con un «Figure-Eight Leglock».
  - Después de la lucha, The IIconics y Carmella atacaron a Flair y a Lynch, pero fueron detenidas por Asuka, anunciando su transferencia a SmackDown Live.
  - Durante la lucha, la Campeona Femenina de SmackDown Carmella, estuvo presente en la mesa de comentaristas.
- AJ Styles & Daniel Bryan derrotaron a Rusev & Aiden English por descalificación.
  - Rusev & English fueron descalificados después de que Shinsuke Nakamura atacara a Styles.
  - Después de la lucha, Big Cass atacó a Bryan, anunciando su transferencia a SmackDown Live.
  - Este fue el regreso de Cass después de una lesión que lo mantuvo fuera por varios meses.

## Selecciones

### Raw
La siguiente es la lista de luchadores, que cambiaron de marca, en el episodio del 16 de abril de Raw.
| Sel. # | Transferido a: | Luchador/a                                              | Transferido desde: | Notas |
| ------ | -------------- | ------------------------------------------------------- | ------------------ | --- |
| 1      | Raw            | Jinder Mahal y The Singh Brothers (Samir y Sunil Singh) | SmackDown Live     | Campeón de los Estados Unidos. Aunque Samir estaba lesionado, fue enviado a Raw junto a su hermano Sunil y Jinder Mahal como equipo. |
| 2      | Raw            | The Riott Squad (Ruby Riott, Liv Morgan & Sarah Logan)  | SmackDown Live     | Enviadas a Raw como equipo. |
| 3      | Raw            | Kevin Owens & Sami Zayn                                 | Agentes libres     | Enviados a Raw como equipo. El 20 de marzo de 2018, Owens y Zayn fueron despedidos de SmackDown Live, por agredir al comisionado Shane McMahon y al gerente general Daniel Bryan, a quien atacaron una semana después. En WrestleMania 34, fueron derrotados por Shane y Bryan. El 9 de abril en Raw, no lograron ganar un contrato para Raw. Se les concedieron contratos por parte de la comisionada Stephanie McMahon para ser parte de Raw. |
| 4      | SmackDown Live | The Miz                                                 | Raw                | Por decisión del gerente general de Raw Kurt Angle y por expresa petición de Daniel Bryan. |
| 5      | Raw            | Zack Ryder                                              | SmackDown Live     | Enviado a Raw, anunciado por WWE en Twitter. |
| 6      | Raw            | Breezango (Tyler Breeze & Fandango)                     | SmackDown Live     | Enviados a Raw como equipo. |
| 7      | Raw            | Natalya                                                 | SmackDown Live     | |
| 8      | Raw            | Mojo Rawley                                             | SmackDown Live     | Enviado a Raw, anunciado por WWE en YouTube. |
| 9      | Raw            | Dolph Ziggler                                           | SmackDown Live     | |
| 10     | Raw            | Drew McIntyre                                           | NXT                | |
| 11     | Raw            | Baron Corbin                                            | SmackDown Live     | Enviado a Raw, anunciado por WWE en YouTube. |
| 12     | Raw            | Mike Kanellis                                           | SmackDown Live     | Enviado a Raw, anunciado por WWE en Twitter. |
| 13     | Raw            | The Ascension (Konnor & Viktor)                         | SmackDown Live     | Enviados a Raw como equipo, anunciado por WWE en Instagram. |
| 14     | Raw            | Bobby Roode                                             | SmackDown Live     | |
| 15     | Raw            | Chad Gable                                              | SmackDown Live     | Enviado a Raw, anunciado por WWE en Twitter. |

### SmackDown Live
La siguiente es la lista de luchadores, que cambiaron de marca, en el episodio del 17 de abril de SmackDown Live. 
| Sel. # | Transferido a: | Luchador/a                                          | Transferido desde: | Notas |
| ------ | -------------- | --------------------------------------------------- | ------------------ | --- |
| 1      | SmackDown Live | Jeff Hardy                                          | Raw                | Campeón de los Estados Unidos. Jeff Hardy trajo de vuelta el campeonato a SmackDown Live, luego de vencer a Jinder Mahal, un día antes en Raw. |
| 2      | SmackDown Live | Absolution (Sonya Deville & Mandy Rose)             | Raw                | Enviadas a SmackDown Live como equipo. |
| 3      | SmackDown Live | Samoa Joe                                           | Raw                | |
| 4      | SmackDown Live | Sanity (Eric Young, Killian Dain & Alexander Wolfe) | NXT                | Enviados a SmackDown Live como stable. Nikki Cross formaba parte del stable en NXT, pero tras el WWE Superstar Shake Up, fue alejada.          |
| 5      | SmackDown Live | Big Cass                                            | Raw                | |
| 6      | SmackDown Live | Asuka                                               | Raw                | |
| 7      | SmackDown Live | Luke Gallows & Karl Anderson                        | Raw                | Enviados a SmackDown Live como equipo. |
| 8      | SmackDown Live | Cesaro & Sheamus                                    | Raw                | Enviados a SmackDown Live como equipo. |
| 9      | SmackDown Live | R-Truth                                             | Raw                | |
| 10     | SmackDown Live | Andrade "Cien" Almas y Zelina Vega                  | NXT                | Enviados a SmackDown Live como equipo. |